# Cacia grisescens
Cacia grisescens är en skalbaggsart som beskrevs av Stefan von Breuning 1935. Cacia grisescens ingår i släktet Cacia och familjen långhorningar. Inga underarter finns listade.